# Orangerie (Erlangen)

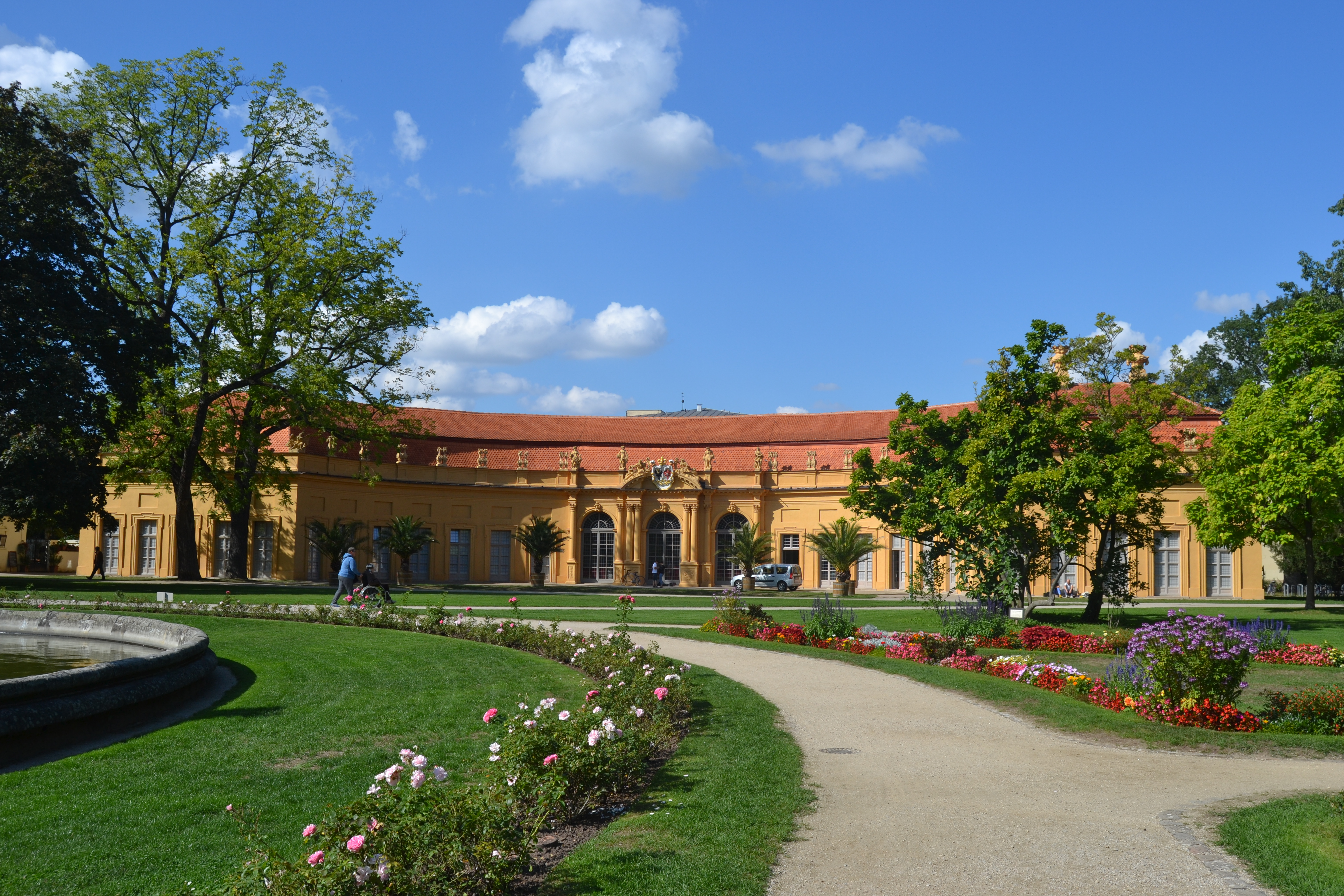
Die Orangerie in Erlangen mit Blick auf die Südfassade

Die Orangerie Erlangens ist architektonisch dem Schloss Erlangen zuzuordnen und befindet sich im zur Residenz gehörigen Schlossgarten.
Markgraf Christian Ernst von Brandenburg-Bayreuth schenkte seiner Gemahlin im Jahre 1703 das kurz zuvor fertiggestellte Schloss Erlangen. Die Orangerie selbst wurde kurze Zeit später, zwischen 1704 und 1706, im Auftrag der Markgräfin Elisabeth Sophie als Teil der Erlanger Schlossanlage errichtet. Sie diente dem Markgrafenpaar einst als Gewächshaus mit Wohnräumen und Festsaal.
Aufgrund ihrer „Teatro“-Form, abgeleitet vom ovalen Grundriss, stellt die Orangerie in ihrer Anordnung selbst sowie ihrer Doppelfunktion als Gewächshaus und „Maison de plaisir“ ein bedeutendes architekturhistorisches Baudenkmal im gesamten Schlossensemble dar.
Im Jahr 1818, nach dem Tod der Markgräfinwitwe Sophie Caroline, ging die Orangerie in den Besitz der Friedrich-Alexander-Universität über und wurde Sitz unterschiedlicher Fakultäten, Büros und Ämter. Seit dem Jahr 1914 befindet sich neben dem Institut für Kirchenmusik auch das kunsthistorische Seminar in ihren Räumen.

## Baubeschreibung
Die Orangerie von Erlangen ist auf halbovalem Grundriss gebaut. Die Enden bilden Pavillons aus, welche parallel zur Gartenachse umbiegen. Der Mittelteil, in dem der stuckbesetzte Wassersaal situiert ist, setzt die Rundungen nicht fort, sondern besitzt einen rechteckigen Grundriss, der risalitartig nach außen sichtbar wird. Das dreitorige Portal ist das Hauptaugenmerk an der Südfassade. Die schwingenden Flügel kulminieren in der Triumphbogenarchitektur, die den Eingang zum Wassersaal bilden. Das mittlere, rundbogige Tor hebt sich von den seitlichen, ebenfalls rundbogigen Toren ab, indem es durch zwei freistehende Säulenpaare eingerahmt und von einem durchbrochenen Segmentgiebel überspannt wird. Die Eingänge links und rechts sind jeweils lediglich von einer Vollsäule eingerahmt. Die Sockel der Säulen sind mit pflanzlichen (vegetabilen) Motiven geschmückt. Allein der Giebel des Mittelportals durchbricht die Regelmäßigkeit der Attikazone. Reicher, figürlicher und ornamentaler Schmuck repräsentiert hier die fürstliche Macht und huldigt der Fruchtbarkeit. Figuren der vier Jahreszeiten erheben sich auf den vorspringenden Sockeln der verkröpften Attikazone. Obgleich die Außenwand des Wassersaals im Vergleich zu den Flügeln nicht geschwungen, sondern gerade verläuft, erweckt der Bauschmuck den Eindruck eines konvexen Herausschwingens der Wand.

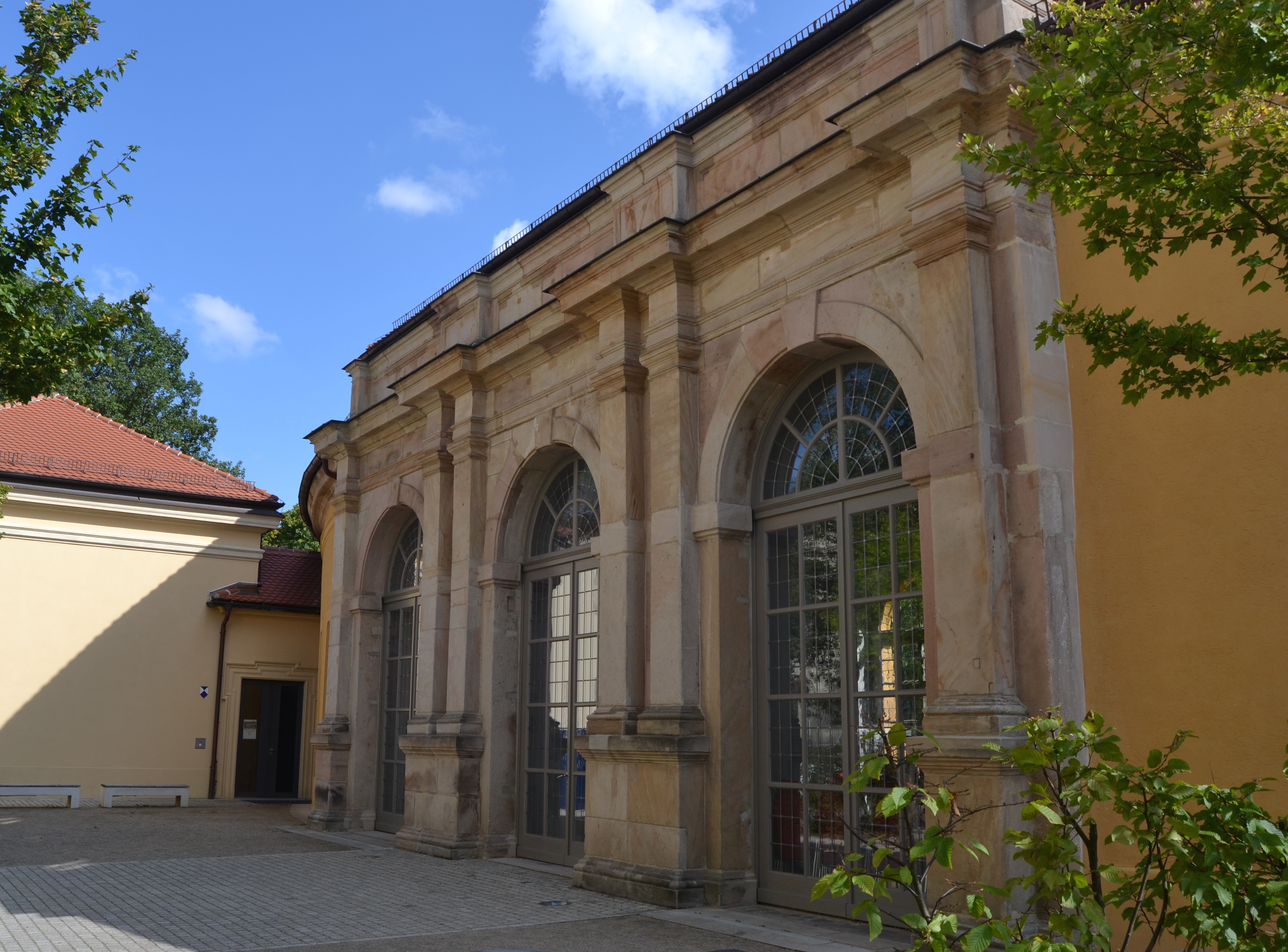
Eingang auf der Nordseite der Orangerie

Als Pendant zur Südwand werden die drei Tore an der Nordfassade lediglich durch dorische, im Gesims verkröpfte Pilaster gegliedert und weisen keinen weiteren Schmuck auf.

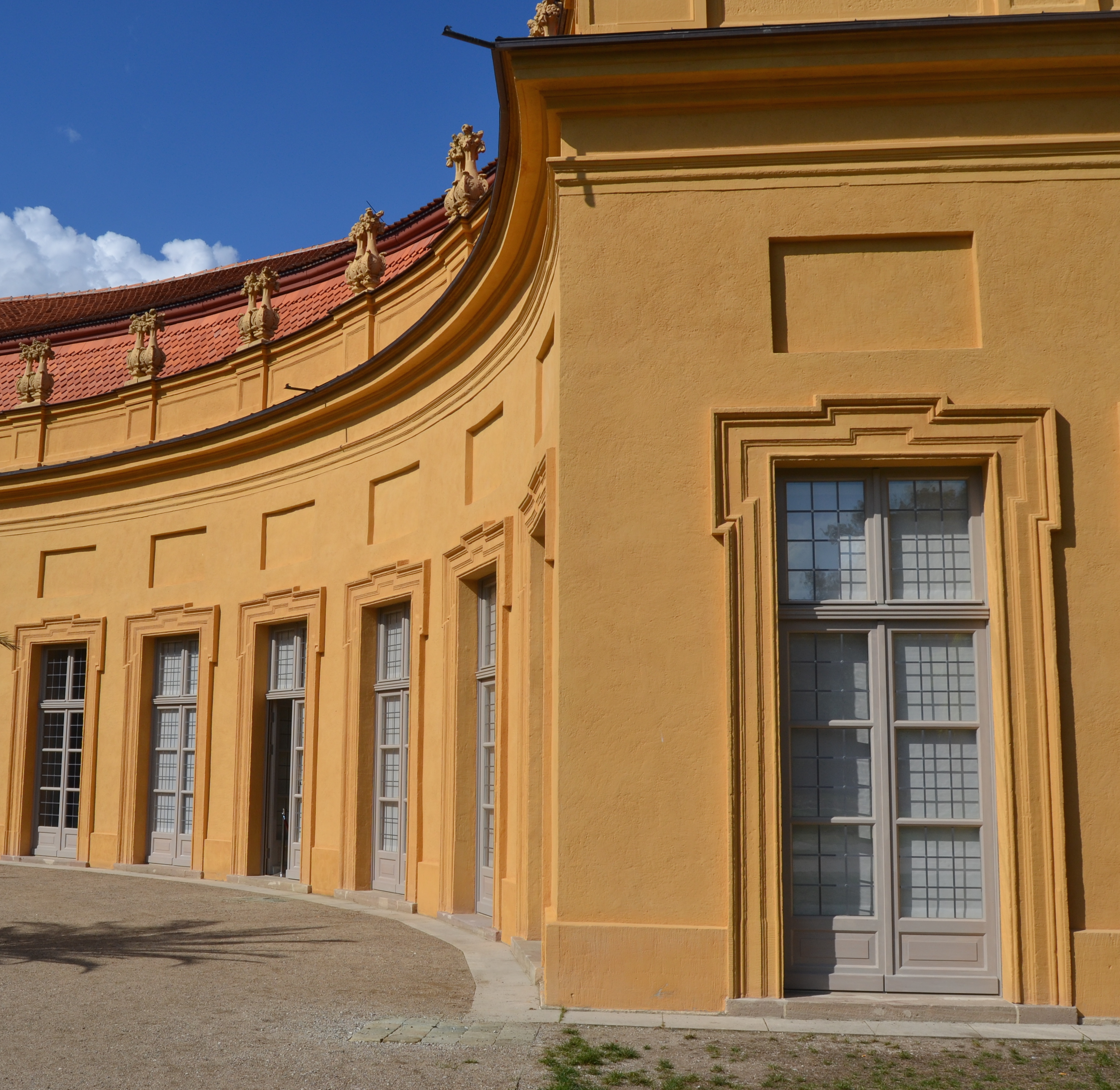
Detailfoto der Südfassade: Eckpavillon und östlicher Flügel

Die Nord- und Südfassaden der viertelkreisförmigen Flügel sind durch regelmäßige Fensteröffnungen gekennzeichnet, wobei die Öffnungen im Süden deutlich zahlreicher sind. Hier zieren jeweils sieben „geohrte“ Fenstertüren die geschwungenen Flügel. Blendspiegel über dem geraden Türsturz bilden den Übergang zum Architrav, der aus zwei Faszien, Frieszone und Gesims besteht. Die darüber liegende Attikazone ist durch Sockel gegliedert, die sich in der Vertikalachse jeweils zwischen den Fenstertüren ausbilden und Vasenpaare tragen. Die Vasen sind mit Akanthusblättern geschmückt und mit Pflanzen und Früchten gefüllt. Die Attika zieht sich um das gesamte Gebäude herum; anstatt der Vasenpaare zieren heraldische Adler die Pavillonecken. Die Vasen überragen den unteren Teil des Mansarddachs, das den eingeschossigen Bau beschließt. Die vier Schornsteine auf den Firsten der Pavillons sind ebenfalls durch unauffällige, mit Obst und Früchten gefüllte Vasen kaschiert.
Die Eckpavillons zeigen mit einer fünfachsigen, gleich gestalteten Fenstertürenfront auf das Orangerieparterre. In der Attikazone sind die Ecken anstatt der Vasen mit heraldischen Adlern verziert.

## Räume der Orangerie
Die Raumaufteilung des eingeschossigen Baus hat sich im Laufe der Zeit mehrmals geändert. Der einzige unveränderte und wichtigste Raum ist der Wassersaal, der bedingt durch die Architektur eine zentrale Bedeutung besitzt. An den Festsaal angrenzend befinden sich Flügelräume, die seit jeher der eigentlichen Funktion der Orangerie dienten und Pflanzen aufbewahrten. In den Flügelenden befanden sich von Anfang an Apartments, in denen die Markgräfinwitwe bestimmten Aktivitäten nachging.
Der Wassersaal war als Festsaal gedacht, was daran zu erkennen ist, dass installierte Wasserspiele und Brunnenbecken in den Boden eingelassen waren, die, abgesehen von überlieferten Schriften und Bildmaterial, nicht zuletzt bei der Restaurierung 2009–2012 in den Fundamenten wieder zutage traten und freigelegt werden konnten. Die zur Saalfunktion und in das gesamte ikonographische Programm der Schlossanlage passende Stuckdekoration wurde ebenfalls restauriert bzw. teilweise rekonstruiert.

## Das Hauptportal zum Wassersaal

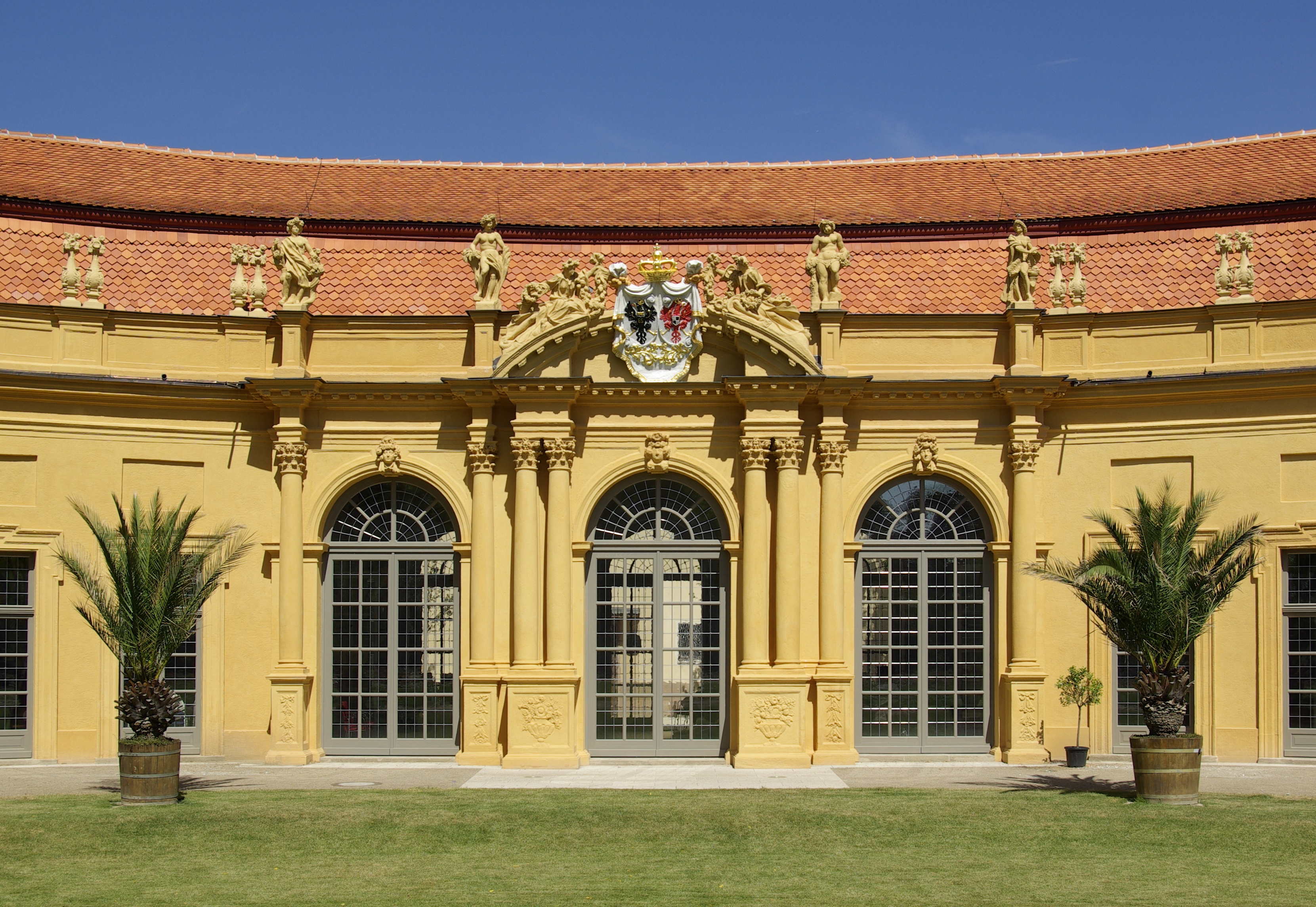
Orangerie, Hauptportal

Die Ikonographie des Portals verweist sowohl auf die botanische Nutzung des Baus als auch auf die Huldigung des Herrschers. Der verkröpfte Segmentgiebel wird vom bekrönten Allianzwappen des Fürstenpaares geschmückt, das die Adler von Brandenburg und Preußen zeigt. Das Motiv des Adlers wiederholt sich übrigens auf den Kanten der Eckpavillons, die von heraldischen, flügelspreizenden Adlern gesäumt sind.
Auf beiden Seiten des Bogens befinden sich Liegefiguren, dem Wappen zugewandt, mit Füllhörnern und Blumenkränzen. Diese Girlanden sind festlich mit dem Wappenmantel verbunden.
Auf der Attika des Portals erheben sich die Personifikationen der vier Jahreszeiten: Flora, Ceres, Bacchus und Vulkan. Sie ragen in der Höhe über den Segmentbogen und über die die Achsen markierenden Balusterziervasenpaare auf der Attika hinaus.
Die breiteren Postamente der vorgestellten Doppelsäulen weisen üppig befüllte Blumenvasen auf; die seitlichen, schmaleren Einzelpostamente sind mit floralem Dekor verziert.
Wenngleich die Akanthusranken am korinthischen Kapitell ebenfalls ein botanisches Motiv darstellen, kann man an ihnen wohl auch die Funktion des Gebäudes als Repräsentativbau ablesen. Denn abgesehen von seiner Nutzung als Gewächshaus war der Bau vor allem ein Ort der fürstlichen Zeremonie, was nicht zuletzt durch die Aufmachung des Wassersaals mit seinen Brunnenbecken und hydraulischen Installationen deutlich wird.

## Die Orangerie in der Schlossanlage

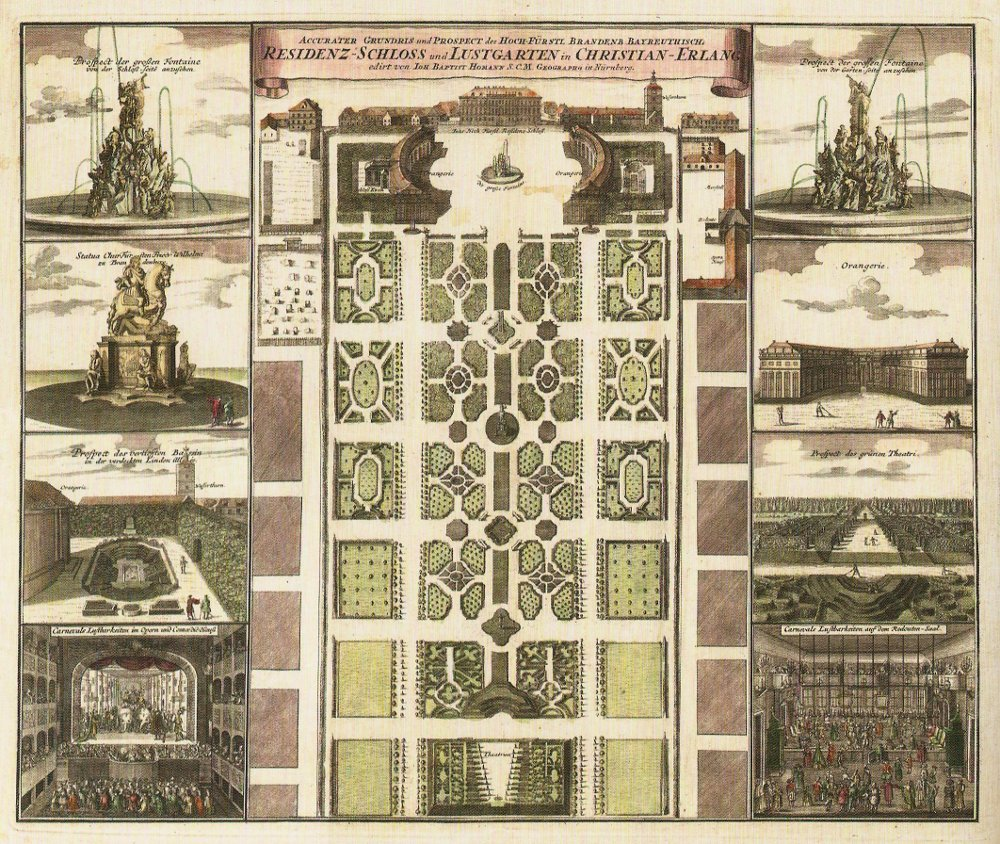
Erlangen, Hohmann-Plan von Schloss und Schlossgarten, 1721

Die Ansicht aus der Vogelperspektive von Homann (1719/21) verdeutlicht die Ausrichtung der 1706 errichteten Orangerie – nicht als Schlusspunkt, sondern entlang der zentralen Gartenachse. Ihr gegenüber befindet sich das Pendant der später begonnenen, aber so nie verwirklichten Concordienkirche, die ebenfalls in ihren Flügeln Zitrusfrüchte aufnehmen sollte. In der Mitte der beiden konkav schwingenden, das erhöhte Gartenparterre einrahmenden Gebäude wurde 1706 die große Fontäne, der Hugenottenbrunnen, errichtet. Das große Bassin greift die Rundungen der Orangerien auf. Circa 280 Meter breit und 550 Meter lang erstreckt sich der Garten östlich des Schlosses und schließt mit einem nicht erhaltenen Heckentheater auf der zentralen Achse ab. Die Vereinigung von Architektur, Plastik und Gartenbaukunst, Symmetrie, Proportion und Ordnung entspricht dem barocken Gesamtkunstwerk und macht Erlangens Schlossanlage zu einer der frühesten ihrer Art in Franken.
Die kleineren Zeichnungen links und rechts des Plans zeigen Details zur Ausstattung des Schlossparks. Unter anderem ist der Kräutergarten hinter der Orangerie auf dem zweiten Bild von unten links zu sehen. Das Stück der nördlichen Rückwand der Orangerie weist keine Fenster auf und nährt die Frage, ob die Fensteröffnungen in der nördlichen gekrümmten Wand erst zu späterer Zeit hinzugefügt wurden. Wenngleich die Richtigkeit dieser Zeichnungen kritisch gesehen werden muss, bestand eine Regel, nach der Orangerien an den Nordwänden keine Fenster besitzen sollen, um das innere Klima vor kalten Nordwinden zu schützen. Gegen diese Argumentation spricht jedoch, dass die Orangerieflügel der Schlosskirche gen Norden bereits durch das Gebäudependant im Norden geschützt waren.
Auch die Ikonographie der skulpturalen Dekoration der einzelnen Bauwerke und Denkmäler ist im Kontext der gesamten Schlossanlage zu sehen. Das kosmologische Programm spiegelt sich in Motiven der Fruchtbarkeit, der vier Jahreszeiten und der Vergänglichkeit, griechischen Gottheiten, den vier Elementen und den damals bekannten Erdteilen wider. 60 Skulpturen waren ursprünglich im Schlossgarten verteilt. In jedem Dekor findet sich auch eine Huldigung auf den Herrscher Christian Erlang und seine Gemahlin Elisabeth Sophie. Das Herrscherlob, wie Karl Möseneder in seiner Schrift Die Orangerie und das Orangerieparterre als Orte des Herrschers. (2012) verdeutlicht, gipfelt im Hugenottenbrunnen, der sich auf der zentralen Gartenachse, umrahmt von den Schlossgebäuden, auf dem frei zugänglichen Gartenparterre befindet.

## Der Hugenottenbrunnen

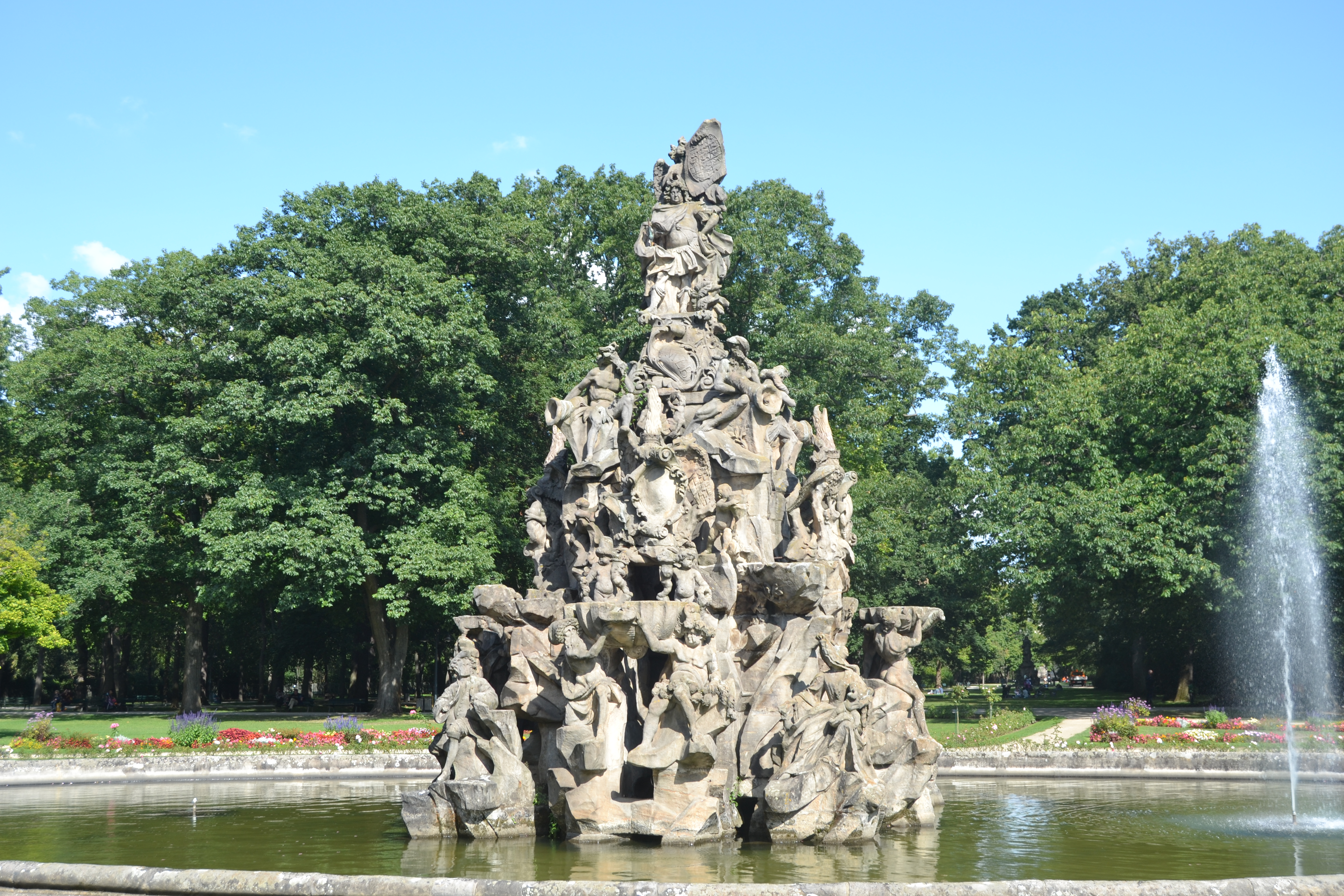
Hugenottenbrunnen Erlangen, Westansicht

Der Hugenottenbrunnen besitzt vier Schauseiten, von denen die Hauptseite gen Westen auf das Schloss ausgerichtet ist. An oberster Stelle der Brunnenplastik steht Christian Erlang in korpulenter Figur und sicherem Stand. Den Blick auf das Schloss gerichtet wird er von der Fama mit Lorbeer bekrönt und sein Herrschertum mit einer Posaune als ruhmreich verkündet. Aus dem Vestibül des Schlosses bzw. vom Schlossplatz aus ist der Brunnen sichtbar. Im Brunnen selbst befindet sich ein Spalt, der das wiederum weiter östlich gelegene Reiterstandbild (Elias Räntz, 1712) freigibt. Es wird schon jetzt klar, dass der Brunnen nicht nur einen geographischen Mittelpunkt darstellt, sondern – wie die Beschreibung weiter offenbaren wird – auch jenen des umfangreichen ikonographischen Programms zum Herrscherlob des Markgrafen.

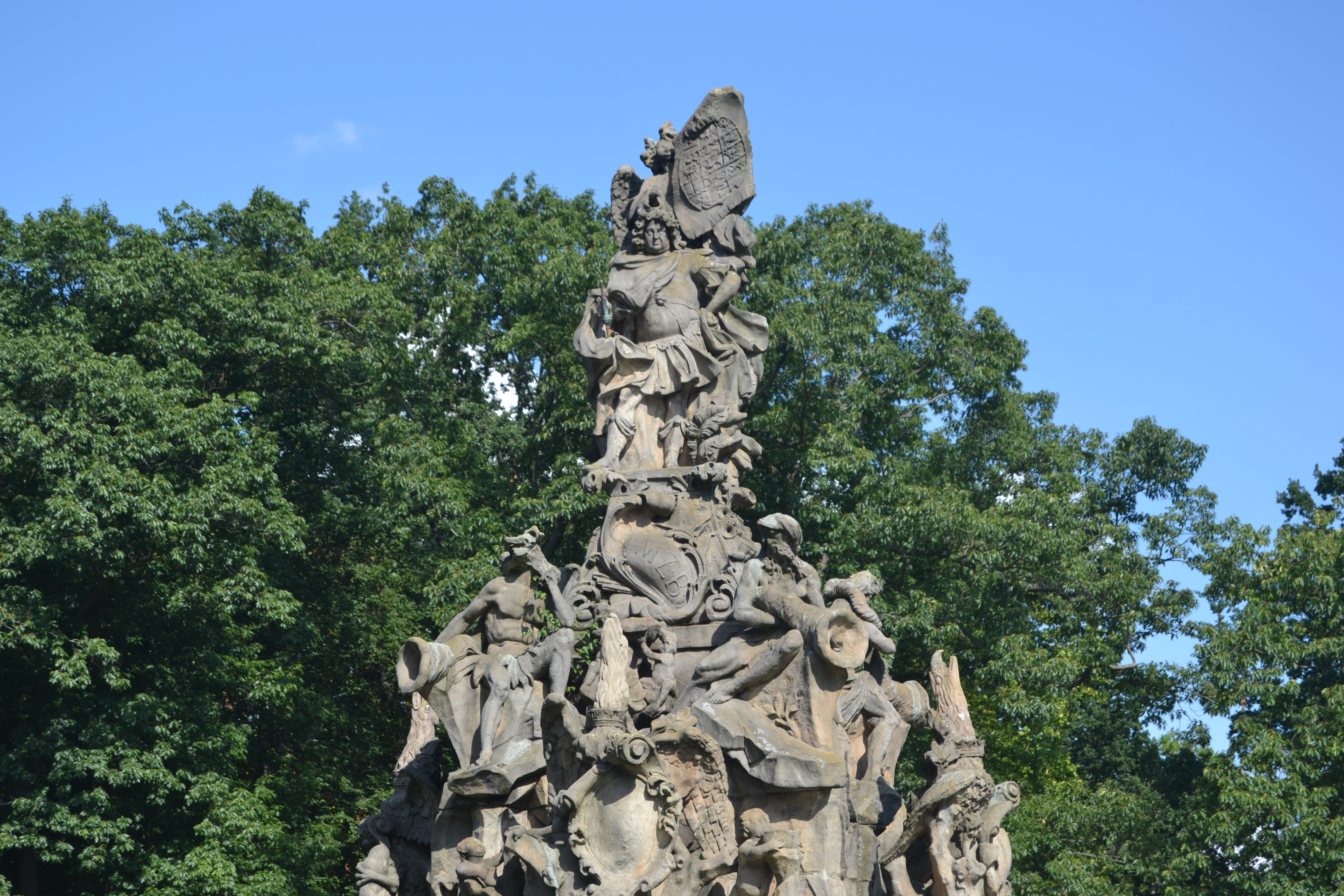
Hugenottenbrunnen Erlangen, Westansicht, Detail oben, Standfigur Christian Ernst

Der Brunnen ist als pyramidaler Felsenberg aufgebaut. Unter dem Standbild von Christian Ernst befinden sich Flussgötter mit Füllhörnern, denen Wasser entfließt. Wiederum darunter zieren Putten, Adler (Anspielung auf die Brandenburgische Tradition) und vier Inschriftkartuschen den Brunnen. Eine Ebene tiefer halten kräftige männliche Figuren große Muschelbecken, die das von oben kommende Wasser auffangen und nach unten verteilen. Darunter bzw. davor befinden sich in unterschiedlicher Anordnung Gruppen und Einzelfiguren, die das Volk repräsentieren.
Eine Inschrift zu Füßen der Herrscherfigur sowie die vier Kartuschen – heute alle unleserlich, jedoch rekonstruierbar durch die erhaltene Rede von 1708 von David Meyer, Bayreuther Gymnasialprofessor – thematisieren Herrschertugenden, die in Bezug zu Christian Erlang zu setzen sind. Die Inschrift zu Füßen der Statue sowie die nach Süden gerichtete Kartusche nehmen Bezug auf militärische Großtaten, Tapferkeit und Milde (Clementia) und die reichspatriotische Gesinnung des Fürsten.

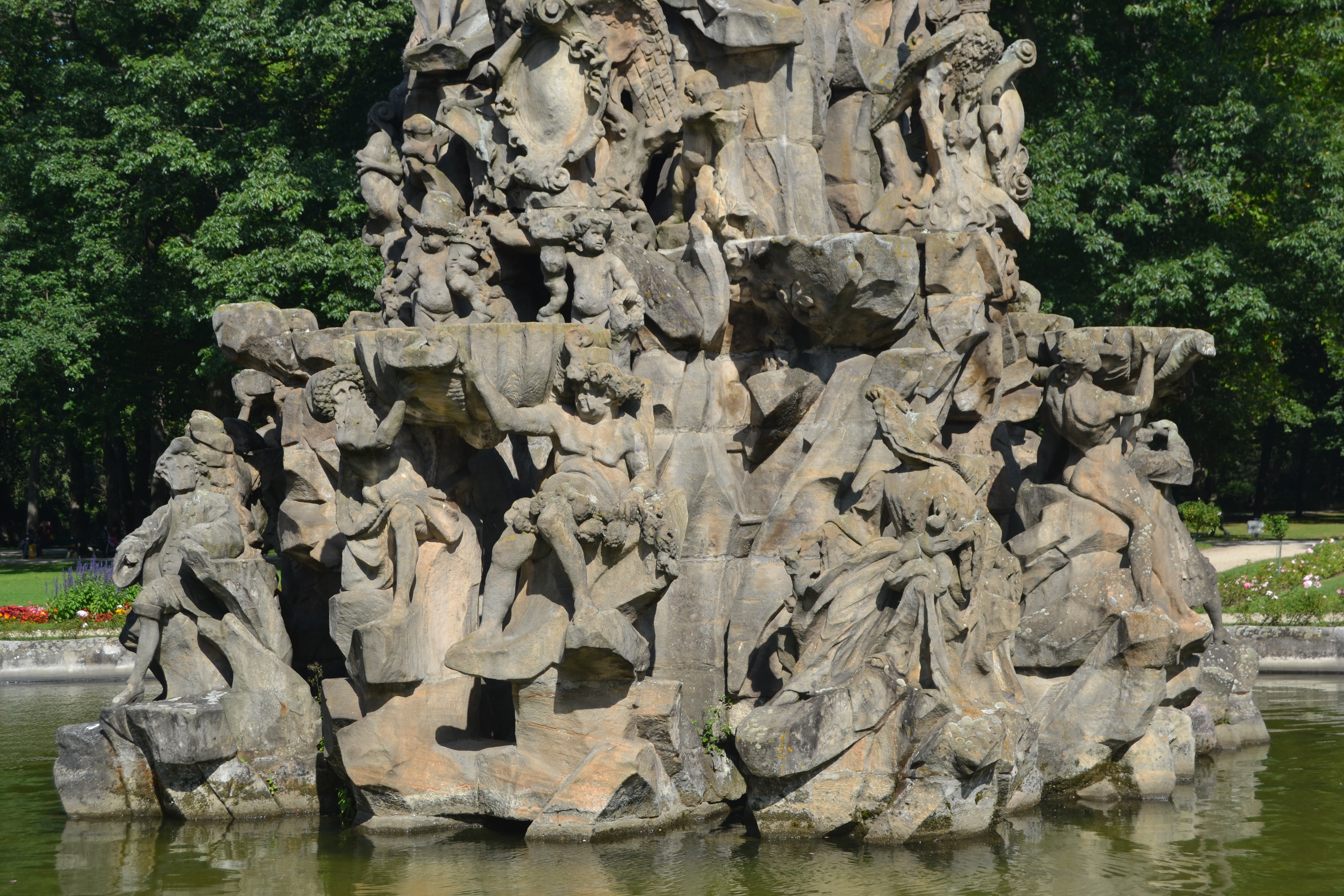
Hugenottenbrunnen Erlangen, Westansicht, Detail unten

Die weiteren drei Inschriften nehmen Bezug auf ein absolutistisches Herrscherverständnis (Osten), auf die nach Erlangen gekommenen und aufgenommenen protestantischen Flüchtlinge sowie auf die Aufforderung an die Bürger, sich an dem Wasser zu bedienen, das vom Szepter in der Hand der Statue bis hinunter ins Becken fließt. Die herrscherliche Fürsorge ist durch Wasser symbolisiert und zugleich reell, da der Brunnen frei zugänglich war. Die Fürsorge und Abhängigkeit der Bürger von ihrem Herrscher steht gleichzeitig für die Tugendhaftigkeit und den absolutistischen Anspruch des Markgrafen. Unterstrichen wird dies vom pyramidalen Aufbau des Brunnens, bei dem Christian Erlang der zentrale, oberste Platz zusteht.

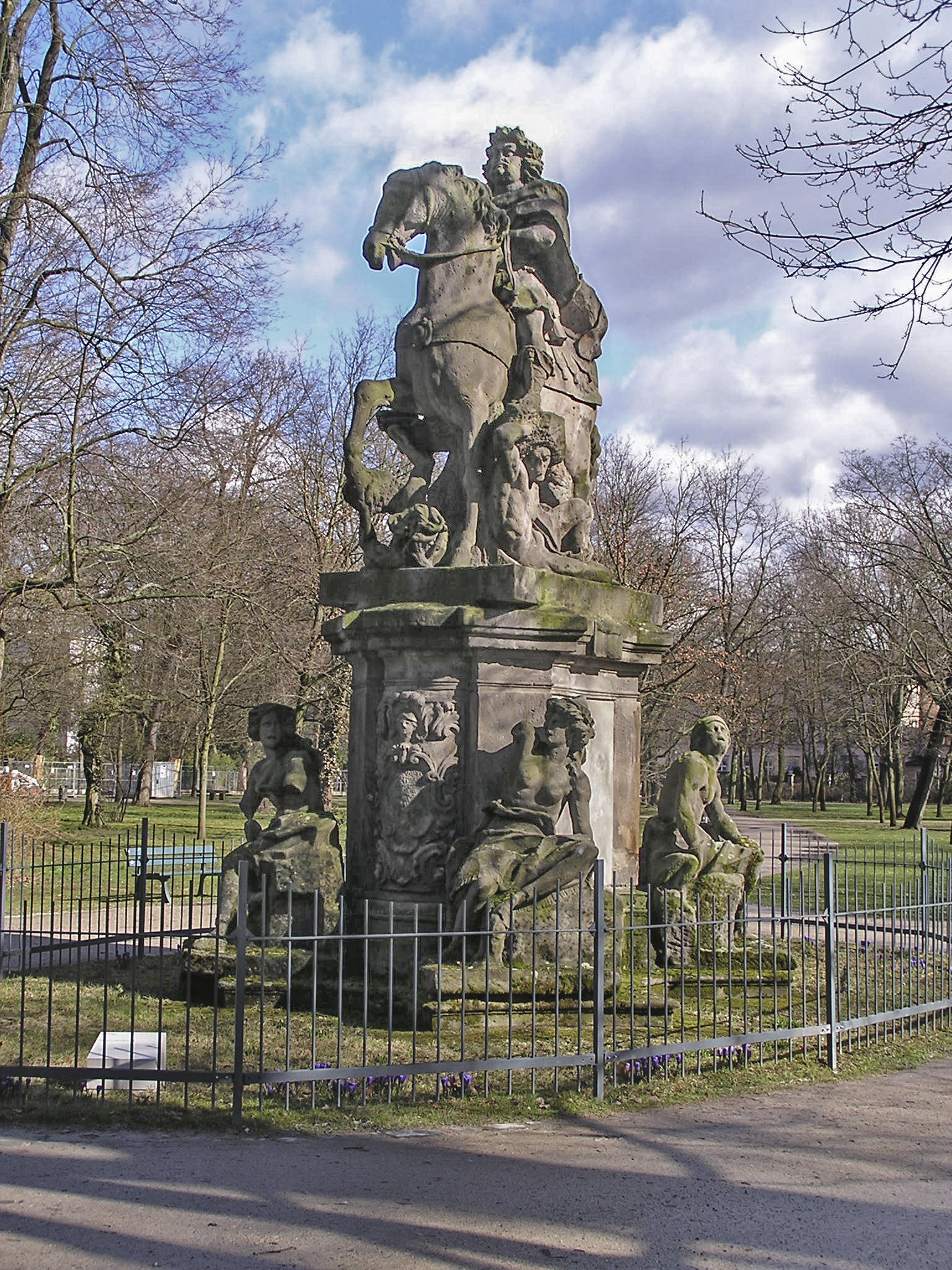
Reiterstandbild von Christian Ernst (Elias Räntz, 1712)

Zwischen 1703 und 1706 ist der Brunnen in der Werkstatt von Elias Räntz entstanden. Die Bezeichnung Hugenottenbrunnen ist der Tatsache geschuldet, dass Christian Ernst die vielen französischen protestantischen Glaubensflüchtlinge aufnahm, eine vorbildhafte Herrscherpolitik betrieb und ihnen (und sich) dafür dieses anerkennende Denkmal setzte.